# Інститут радіоастрономії Болоньї
Інститут радіоастрономії Болоньї (італ. Istituto di Radioastronomia di Bologna) - дослідницька установа у складі італійського Національного інституту астрофізики, розташована в Болоньї в Італії. Співробітники проводять дослідження в галузі астрономії, фізики, техніки та інформатики. Раніше інститут був частиною Національної дослідницької ради.
Інститут керує трьома інструментами: двома параболічними антенами, побудованими Національною дослідницькою радою, і радіотелескопом Північний хрест, побудованим Болонським університетом і відкритим у 1964 році.
Інститут також використовує інші обсерваторії:
- Медічинська радіообсерваторія в Емілії-Романьї
- Радіообсерваторія Ното на Сицилії
- Сардинський радіотелескоп на Сардинії